# Strusbek
L'Strusbek (en baix alemany Strusbeek) és un afluent del riu Bunsbek a l'estat de Slesvig-Holstein a Alemanya. Neix al polígon industrial Nord de la ciutat d'Ahrensburg, passa pel municipi de Delingsdorf i desemboca al Bunsbek, a la frontera de la reserva natural de l'Hansdorfer Brook al municipi d'Ammersbek. Desguassa via al Bunsbek, el riu Ammersbek, l'Alster i l'Elba al Mar del Nord.

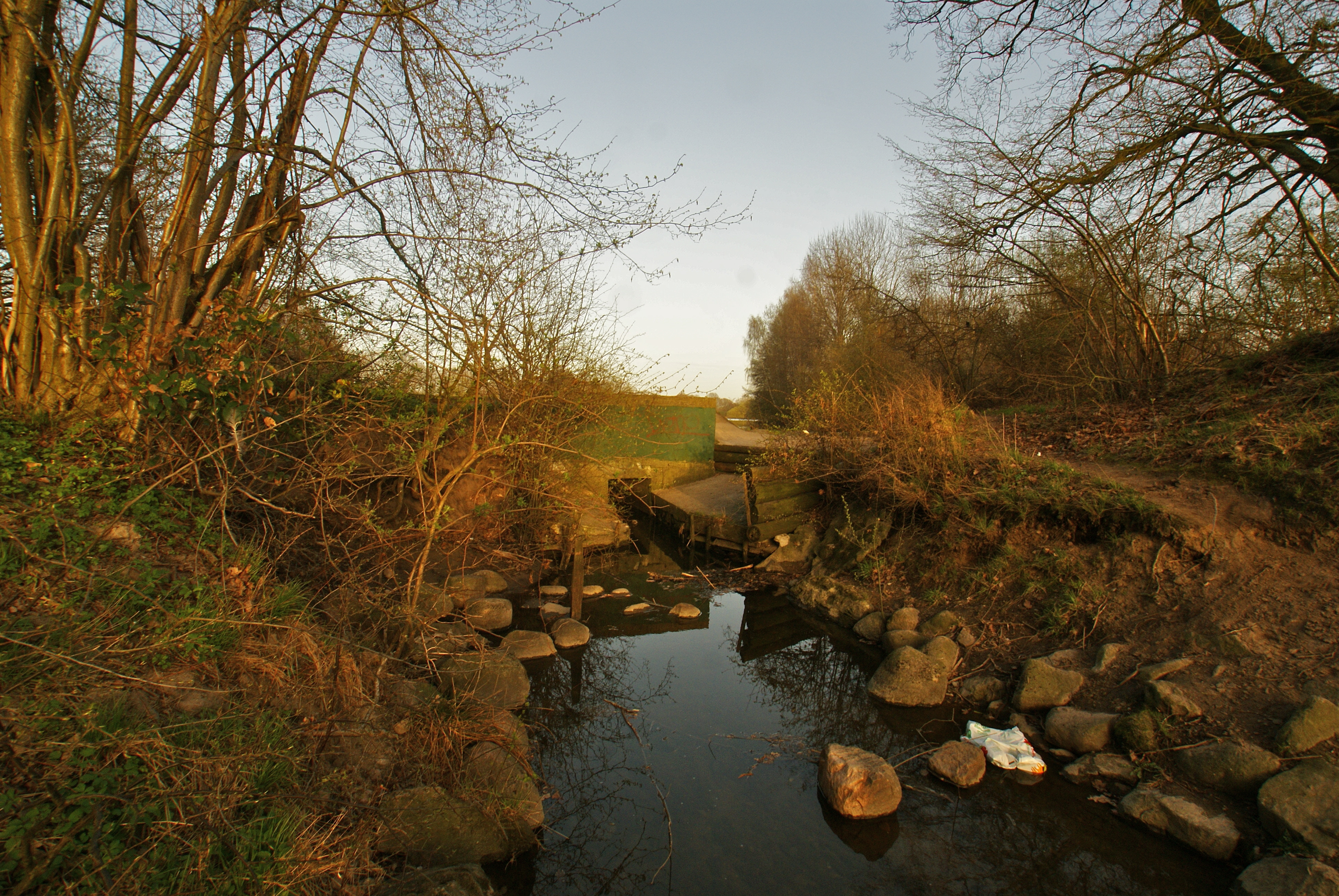
La presa oriental i la resclosa

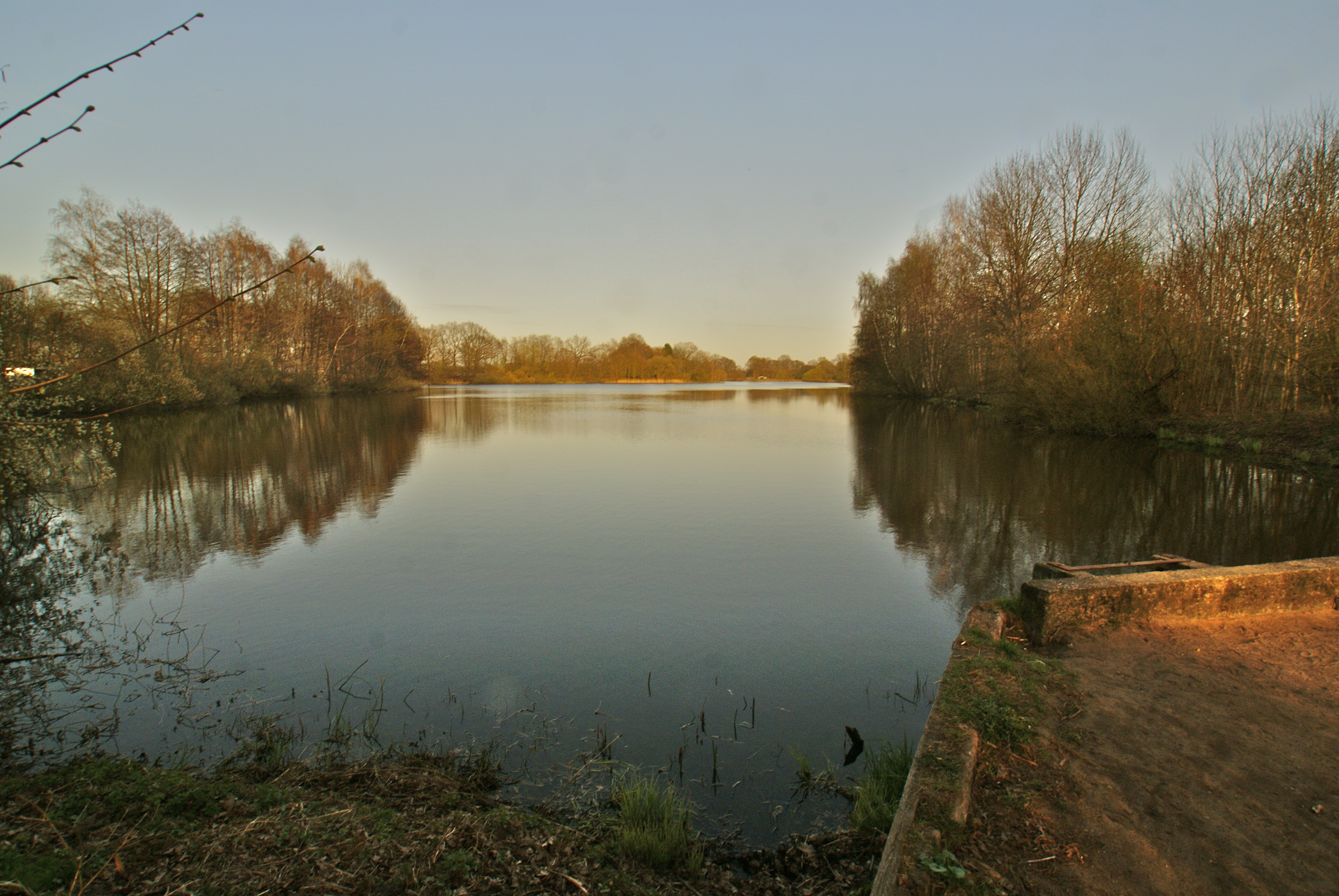
L'estany oriental

A l'edat mitjana els monjos van construir uns pantans al nucli de Schäferdresch, anomentats els Timmerhorner Teiche (Estanys de Timmerhorn). Aquests tres estanys van servir per a la piscicultura; piscicultors industrials van seguir els monjos, fins a un crac fa uns anys. Un projecte d'urbanització amb restaurant de peix, platja, barques per llogar és controvertit. A l'hivern, per temps de pluges forts, com va passar-se el 2002 i a l'inici de 2011, la manca de manteniment dels dics dels pantans va amenaçar la seva ruptura i la inundació del barri de Rehagen.

## Galeria

L'Strusbek a Delingsdorf
A Delingsdorf en direcció oest
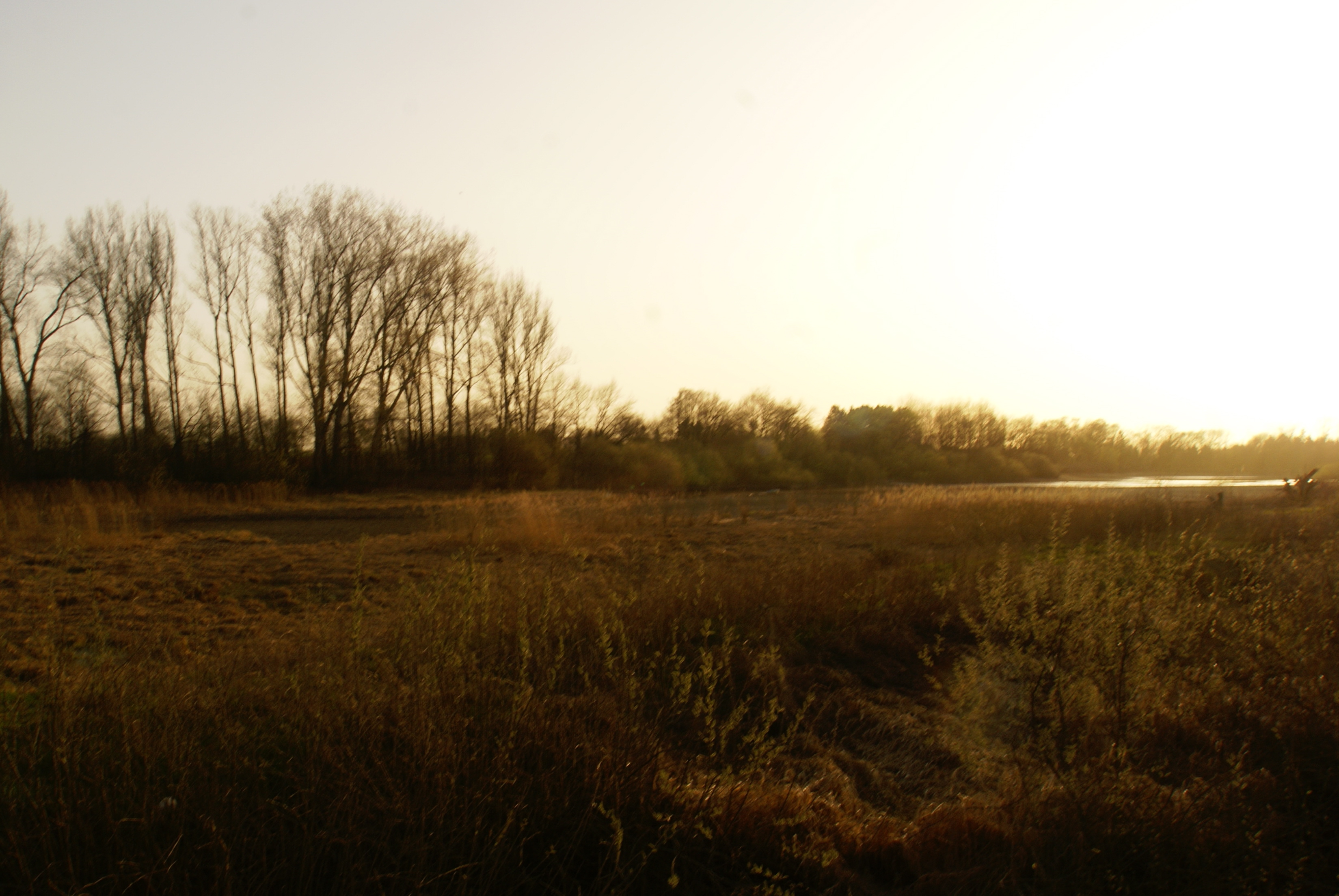
L'estany Timmerhorner Diek occidental

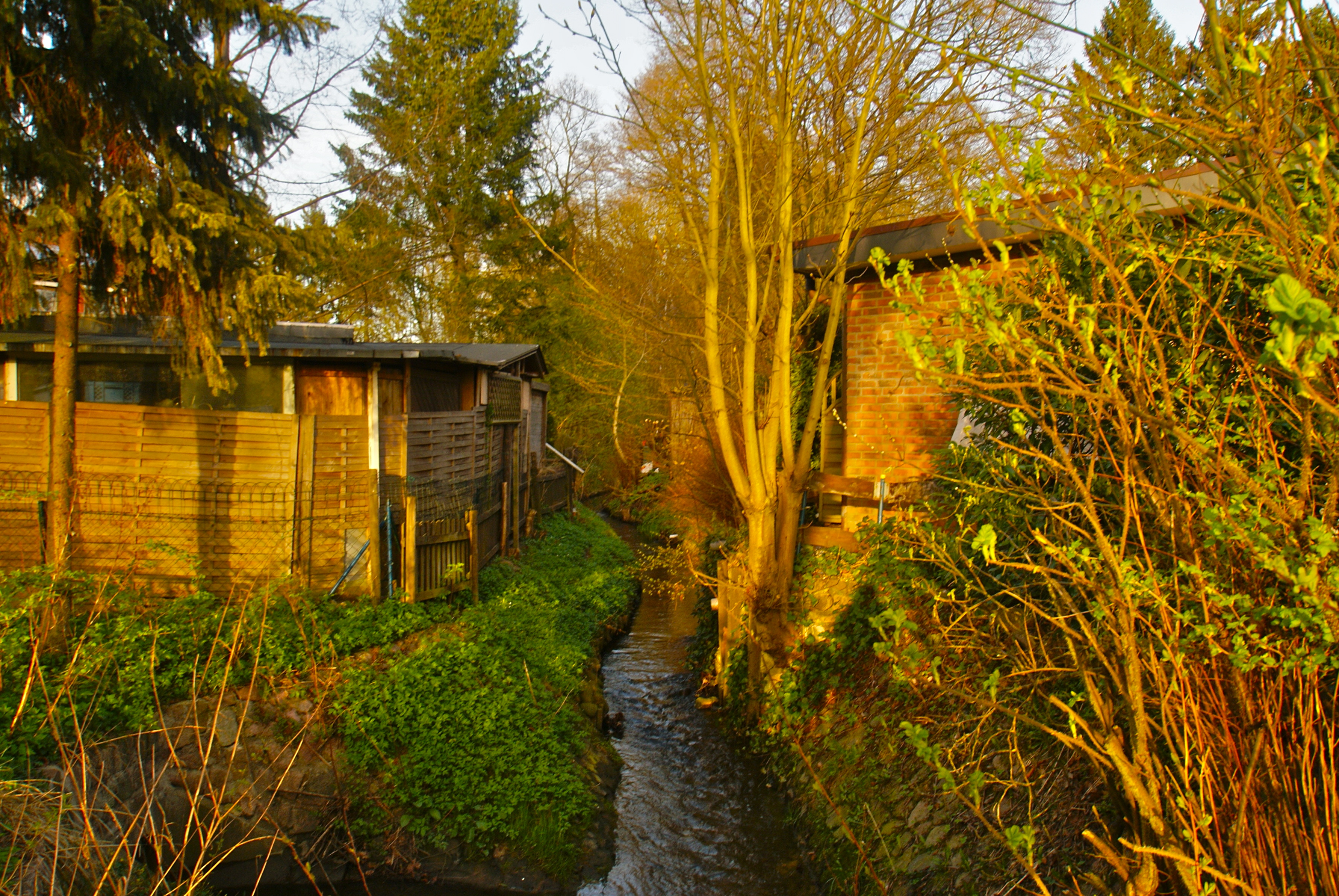
A Rehagen al carrer Heidweg
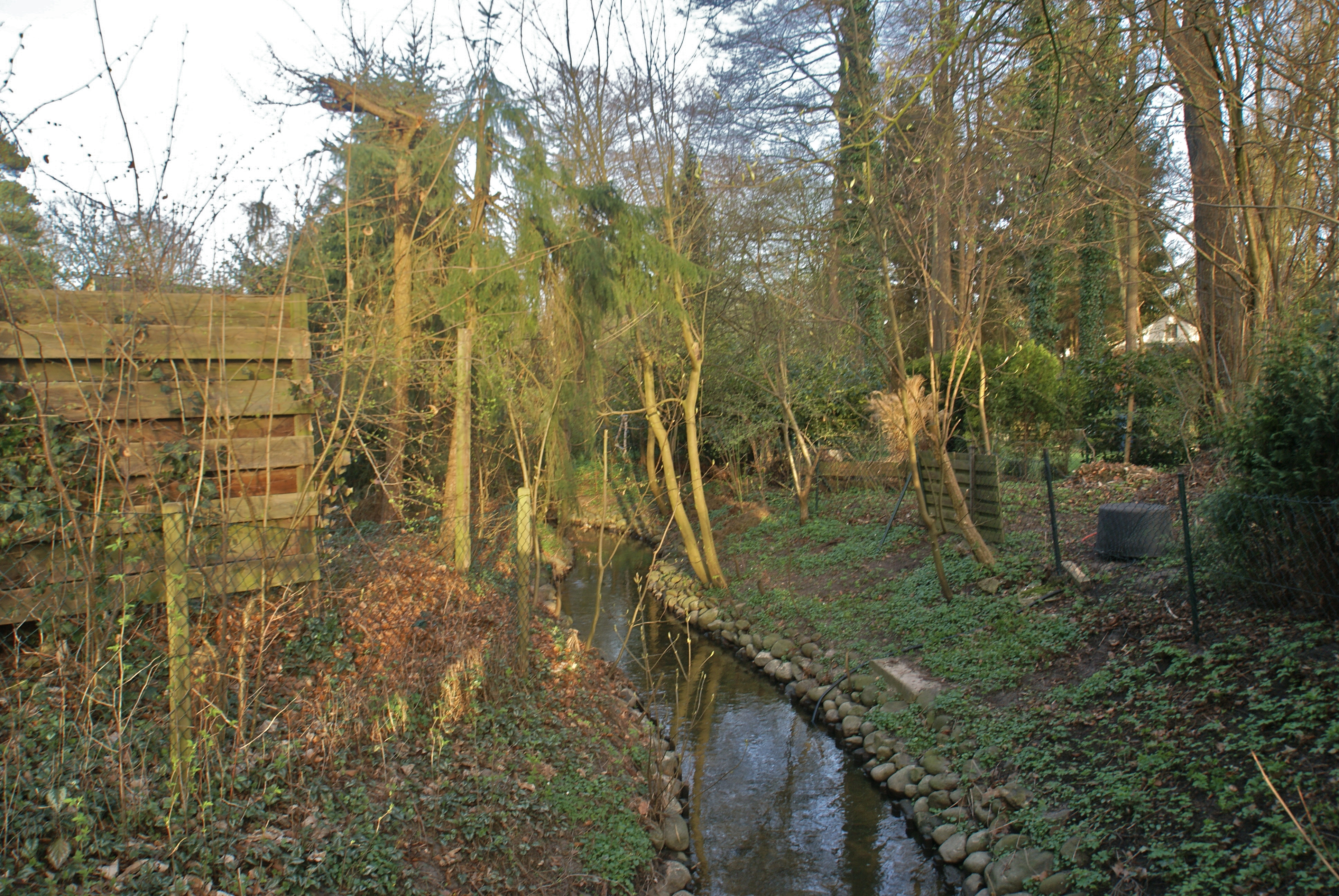
A Rehagen al carrer Dorotheenweg
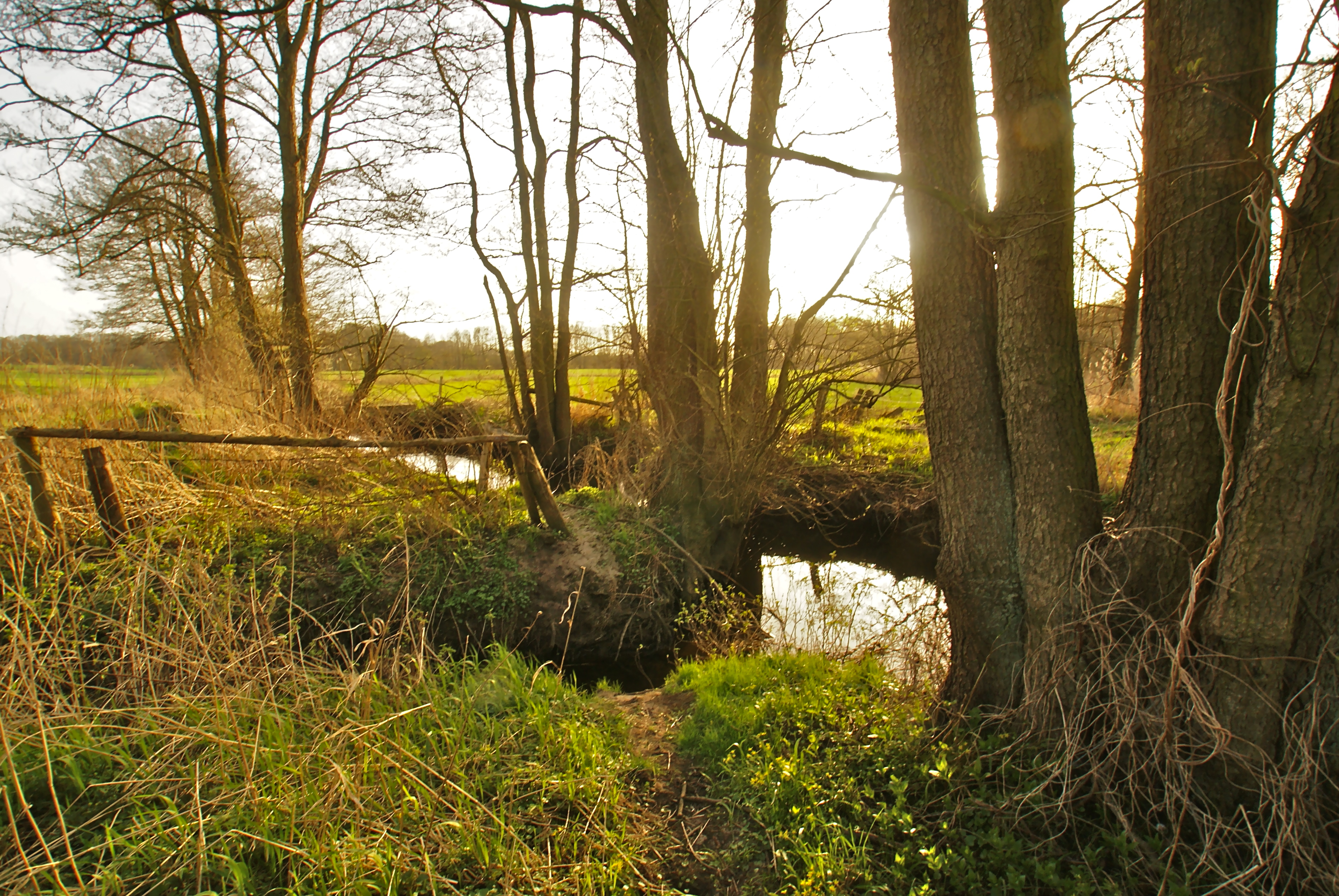
Un braç lateral del Strusbek conflueix amb el Bunsbek